# Country Music Foundation
De Country Music Foundation (CMF) werd in 1964 opgericht door de staat Tennessee. Het doel van deze non-profitorganisatie is om de culturele verworvenheden van countrymuziek te behouden en toegankelijk te maken voor het publiek.

## Geschiedenis
De belangrijkste instellingen die worden beheerd door de Country Music Foundation zijn de Country Music Hall of Fame en de Country Music Foundation Library. Het CMF-archief bevat bijna 100.000 platen en cd's, evenals talloze boeken en tijdschriften. In 1992 kwam door een schenking de legendarische RCA Studio B in het bezit van de Foundation, waarin Elvis Presley en Roy Orbison platen hadden opgenomen en die wordt beschouwd als de geboorteplaats van de Nashville-sound. 
De in Nashville (Tennessee) gevestigde organisatie wordt grotendeels gefinancierd door donaties en toegangsprijzen.